# 598 г. пр.н.е.

## Събития

### В Азия

#### Във Вавилония
- Навуходоносор II (605 – 562 г. пр.н.е.) е цар на Вавилония.[1]

#### В Мидия
- Киаксар (625 – 585 г. пр.н.е.) е цар на Мидия.[2]

#### В Юдея
- Юдейският цар Йоаким (609 – 598 пр.н.е), който отхвърля вавилонското господство след 601 г. пр.н.е., умира към края на годината (вероятно през декември) преди Навуходоносор да има възможност да отговори на това неподчинение.[3]
- Цар на Юдея става Йехония (598 – 597 г. пр.н.е.), който е син на Йоаким.[4]

### В Африка

#### В Египет
- Фараон на Египет е Нехо II (610 – 595 г. пр.н.е.).[5]

### В Европа
- Преселници от Сиракуза основават колонията Камарина в Сицилия.[6]

## Родени
- Кир II Велики,[7] цар от Ахеменидската династия и основоположник на Персийската империя (умрял 530 г. пр.н.е.)